# Ата (богиня)
А́та, также А́тэ, Ате (др.-греч. Ἄτη, «преступление», «беда, несчастье, ослепление»; лат. Ate), в древнегреческой мифологии, — богиня бедствий: ослепляя и запутывая разум и сердце людей, она толкает их на преступления, заставляет совершать безрассудные поступки, следствием которых становятся различные бедствия; злой дух раздора и проклятия, единственным занятием которого является нанесение вреда.
Персонификация заблуждения, помрачения ума, обмана и глупости. По Гомеру, «Обида [Ата] могуча, ногами быстра… // Мчится далёко вперёд и… // Смертных язвит».

## В мифологии
Неоднократно упоминается Гомером и Эсхилом. В «Илиаде» Гомер называет Ату дочерью Зевса («Дщерь громовержца, Обида [Ата]…»), не упоминая, однако, о её матери. Изначально жила на Олимпе среди других богов. По преданию, однажды Гера подговорила Ату помрачить (ослепить) рассудок Зевса, чтобы тот поклялся сделать великим правителем первого родившегося своего смертного потомка. Гера же, воспользовавшись клятвой, поспешила сделать так, чтобы Еврисфей родился раньше всех, и Геракл, который родился чуть позже, оказался в его власти. Узнав об этом, Зевс в гневе сбросил Ату с Олимпа на землю, навечно запретив ей появляться в обители богов. С тех пор Ата «с неимоверной быстротою» скитается по земле. Она «…не касается ими [стопами] // Праха земного; она по главам человеческим ходит, // Смертных язвя; а иного и в сети легко уловляет…», принося смертным разруху и опустошение, подталкивая людей ко всему дурному. Гомер рассказывает, что за Атой, никогда не поспевая, всегда следуют другие дочери Зевса, Литы, олицетворяющие угрызения совести, молитвы и мольбы о прощении. Они пытаются исправить и загладить грехи, совершённые их сестрой; при этом они хромы, косоглазы, сморщенны и очень медлительны; если человек их почитает, они исцеляют его от ран, нанесённых Атой, вымаливают ему прощение, если же человек ими пренебрегает, они его наказывают, вновь насылая на него свою старшую сестру. Н. И. Гнедич в своём переводе «Илиады» (1829) именовал Ату Обидой, В. В. Вересаев в своём переводе (1949) — Ослепленьем.
По Аполлодору, Ата, сброшенная с небес, упала на вершину горы во Фригии, названную позже по её имени, вместе с ней упал и Палладиум (чудотворная статуя богини Паллады). Позже на этой горе Ил основал легендарный Илион (Трою), поэтому Троя называется основанной на холме Аты.
В «Теогонии» Гесиода матерью Аты называется богиня раздора Эрида, но не упоминается имя отца, в связи с чем многие считали отцом Аты Зевса. Гесиод сообщает, что Ата всегда ходит вместе со своей единоутробной сестрой Дисномией, богиней беззакония.
Ещё по одной легенде, Геракл убил своих детей и племянников, будучи одурманенным богиней Атой. Чтобы искупить невольную вину, он решил участвовать в походе аргонавтов.

## В культуре и эпонимии
В античных трагедиях богиня Ата выводится и как источник зла, неправды и греха, и как мстительница, являясь, тем самым, спутницей богини возмездия Немезиды; ввергая согрешившего человека в ещё больший грех, в ещё большее преступление, она доводит его до погибели.
Уильям Шекспир использовал образ богини Аты в своих пьесах «Бесплодные усилия любви» (1595), «Король Иоанн» (1595/1596), «Юлий Цезарь» (1599) и «Много шума из ничего» (1600).
В честь Аты назван астероид главного пояса (111) Ата (лат. Ate), открытый в 1870 году.